# Schneider Electric
Schneider Electric este o companie din Franța, care este unul dintre principalii furnizori de echipamente și soluții energetice la nivel global.
Specializată în managementul energiei, cu operațiuni în peste 100 de țări, compania are 110.000 de angajați la nivel global (februarie 2011).
Cifra de afaceri în 2008: 18,3 miliarde Euro
Venit net în 2008: 1,6 miliarde euro

## Schneider Electric în România
Principalii competitori ai Schneider Electric România pe piața locală a echipamentelor energetice, evaluată la circa 600 milioane dolari, sunt subsidiarele ABB Group, Moeller, Siemens.
Cifra de afaceri:
- 2008: 53 milioane euro[11]
- 2007: 65 milioane euro[10]